# Tüskéscápa
A tüskéscápa (Squalus acanthias) a porcos halak osztályába a tüskéscápa-alakúak rendjébe és a tüskéscápafélék családjába tartozó Squalus nem típusfaja.

## Élőhely
Az Atlanti- és a Csendes-óceán északi részén, valamint Dél-Amerika, Dél-Afrika, Ausztrália és Új-Zéland déli partvonalai mentén honos.

## Megjelenés
Az újszülöttek testhossza 20–30 cm, míg a kifejlett példányok 69–160 cm-re nőnek. Mindkét hátúszója tövénél mérgező tüske van, amelyről a nevét is kapta. A enyhén mérgező tüskék használatához a cápának a hátát meg kell görbítenie, hogy azok a támadó felé álljanak. A fajt nagy méretű szeme segíti a tájékozódásban, mikor mély vizekben a zsákmány után kutat,. Sötétebb színű hátát apró, fehér pettyek díszítik, míg hasa világosabb árnyalatú.

## Életmód
Különféle halakkal, lábasfejűekkel, rákokkal és medúzákkal táplálkozik. Az óceánban élő cápák közül a legkisebb fajok közé tartozik, mégis kegyetlen vadásznak számít. Vadászat során csoportokat alkot és a kisebb termetű állatok mellett  a nagyobb méretű egyedeket is megtámadja. Állkapcsában a fogak, a többi cápához hasonlóan több sorban helyezkednek el, melyek a harapásakor metszőolló szerűen záródnak össze. Lassú életmódja ellenére kifejezetten aktív ragadozó és sok nagy méretű cápánál is tovább él.

### Élettartam
A legidősebb feljegyzett példány 75 évig élt.

## Szaporodás
A faj ivarérettségét a hím egyedeknél 6 évnél míg a nőstények esetében 12 évnél  éri el. A vemhesség időtartama 22 hónap.

## Érdekességek
- Egy DNS-elemzés alapján kiderült, hogy  az Egyesült Királyságban a fish-and-chips gyorséttermekben többek között veszélyeztetett cápafajokat is felszolgálnak az  általános megnevezések alatt. A kutatók által vizsgált minták nagy része tüskéscápáktól származott, ezen állatok az európai vizekben sebezhető fajnak számítanak.[3]
- A tüskéscápák gyakran megrongálják a halászok hálóit, hogy a zsákmányból táplálkozzanak.[2]

## Fordítás
- Ez a szócikk részben vagy egészben  a   Spiny dogfish című angol Wikipédia-szócikk ezen változatának fordításán alapul.  Az eredeti cikk szerkesztőit annak laptörténete sorolja fel. Ez a jelzés csupán a megfogalmazás eredetét és a szerzői jogokat jelzi, nem szolgál a cikkben szereplő információk forrásmegjelöléseként.